# José Antonio García González
José Antonio García González (Zaragoza, 17 de enero de 1943) es un militar español, Jefe de Estado Mayor del Ejército de Tierra de 2004 a 2006 y actualmente en la reserva.
Fue destinado al Regimiento Mixto de Ingenieros número 1, al Estado Mayor de la Capitanía General de la I Región Militar (Madrid) y, posteriormente, al Batallón de Ingenieros de la Brigada Paracaidista y al Regimiento de Especialidades de Ingenieros número 11. En 1996 fue nombrado jefe de la División de Planes y Organización del Estado Mayor del Ejército, y posteriormente presidente del Grupo de Seguimiento del Proceso de Transición al Modelo de Fuerzas Armadas Plenamente Profesionales. En septiembre de 2000 fue nombrado segundo jefe del Estado Mayor del Ejército de Tierra, y el 25 de enero de 2004 fue nombrado Jefe de Estado Mayor del Ejército de Tierra por el entonces Ministro de Defensa, José Bono.
Durante su mandato se puso en marcha el plan de modernización de las Fuerzas Armadas de España que sustituyó a la subdivisión en regiones militares por la de unidades operativas. Después de querellarse contra el diario Avui por un artículo de Iu Forn que consideraba ofensivo, fue destituido en abril de 2006 a raíz de unas declaraciones del teniente general Mena sobre el Estatuto de Autonomía de Cataluña de 2006.
Ha sido condecorado con la Legión del Mérito de los Estados Unidos y como Comendador de la Legión de Honor francesa. En 2009 recibió el Premio Zarco del Valle, la máxima distinción que entrega el Arma de Ingenieros, que solo se entrega cada cinco años.